# NGC 2841

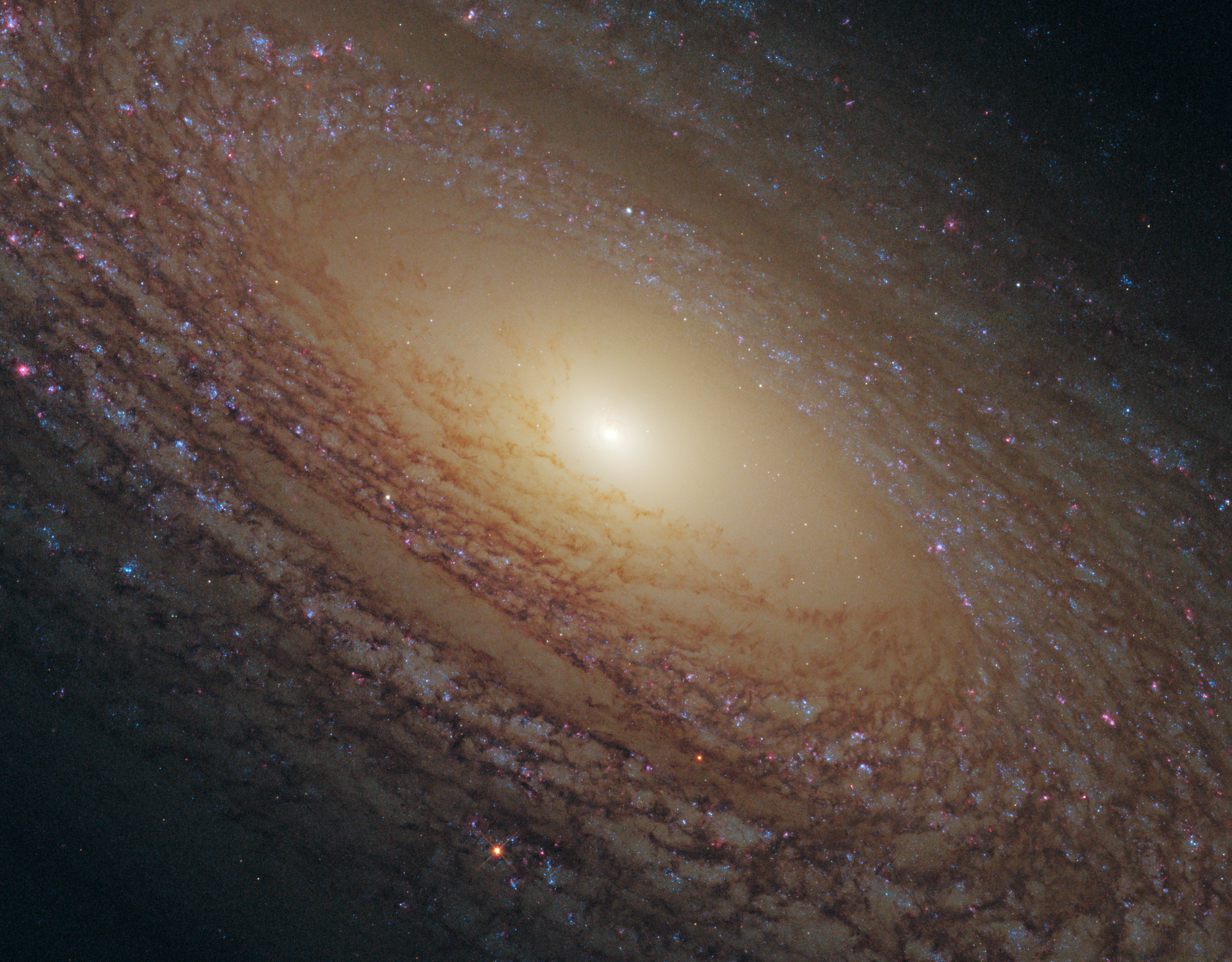
NGC 2841 văzută de telescopul Hubble.

NGC 2841 este o galaxie spirală vecină cu Calea Lactee și este situată la 14,5 Megaparseci de Terra, în constelația Ursa Mare.
A fost descoperită de astronomul William Herschel, în anul 1781.
Acestă galaxie are diametrul de aproximativ 130.000 ani-lumină, o magnitudine aparentă de 9,3, o declinație de 50° 58'44" și o ascensie dreaptă de 09 de ore, 22 de minute și 02,3 secunde.

## Vezi și
- Obiecte non stelare în constelația Ursa Mare
- Lista galaxiilor